# 波斯特福爾斯 (愛達荷州)
波斯特福爾斯（英語：Post Falls）是一個位於美國愛達荷州庫特內縣的城市。

## 地理
波斯特福爾斯的座標為47°42′43″N 116°56′53″W / 47.71194°N 116.94806°W，而該地的平均海拔高度為665米（即2182英尺）。

## 人口
根據2020年美國人口普查的數據，波斯特福爾斯的面積為37.62平方千米，當中陸地面積為37.54平方千米，而水域面積為0.08平方千米。當地共有人口38485人，而人口密度為每平方千米1023人。